# 圆身圆尾颌针鱼
圆身圆尾颌针鱼（学名：Strongylura leiura）为颌针鱼科圆尾颌针鱼属的鱼类。分布于印度尼西亚、斯里兰卡及印度等海域以及台湾海峡及南海等，属于近海暖水性鱼类。